# Crayon Shin-chan - Bakuhatsu! Onsen wakuwaku dai kessen
Crayon Shin-chan - Bakuhatsu! Onsen wakuwaku dai kessen (クレヨンしんちゃん 爆発!温泉わくわく大決戦?, Kureyon Shin-chan - Bakuhatsu! Onsen wakuwaku dai kessen), letteralmente "Crayon Shin-chan - Esplosione! La grande battaglia decisiva emozionante alle terme", è un film d'animazione del 1999 diretto da Keiichi Hara.
Si tratta del settimo film basato sul manga e anime Shin Chan. È uscito nei cinema nipponici il 19 aprile 1999 insieme al cortometraggio Crayon Shin Paradise! Made in Saitama (クレしんパラダイス！メイド・イン・埼玉?, Kureyon Shin Paradaisu! Meido in Saitama). Come gli altri film di Shin Chan, non esiste un'edizione italiana del lungometraggio.

## Personaggi e doppiatori
| Personaggio       | Doppiatore       |
| ----------------- | ---------------- |
| Shinnosuke Nohara | Akiko Yajima     |
| Hiroshi Nohara    | Keiji Fujiwara   |
| Misae Nohara      | Miki Narahashi   |
| Himawari Nohara   | Satomi Koorogi   |
| Masao Sato        | Mie Suzuki       |
| Nene Sakurada     | Tamao Hayashi    |
| Tooru Kazama      | Mari Mashiba     |
| Boo               | Chie Satou       |
| Buriburizaemon    | Kaneto Shiozawa  |
| Midori Yoshinaga  | Yumi Takada      |
| Ume Matsuzaka     | Michie Tomizawa  |
| Masumi Ageo       | Kotono Mitsuishi |
| Enchiyou          | Rokurō Naya      |

## Distribuzione

### Edizioni home video
In Giappone il film è stato distribuito in VHS il 25 marzo 2000 e in DVD il 23 aprile 2004.